# 도라에몽 룸바
도라에몽 룸바는 도라에몽의 주제가 중 하나로 1973년도에 도라에몽 엔딩으로 사용되었다. 도라에몽과 함께 가장 짧게 사용된 곡이다.

## 같이 보기
- 도라에몽
- 껴안아주세요
- 도라에몽의 노래
- 난 도라에몽
- 꿈을 이루어줘 도라에몽